# Software social
A expressão “software social”, que se tornou popular em torno do ano de 2002, é usada para definir software, na maior parte das vezes websites ou aplicativos, que visem a comunicação e organização de informações, assim como mediação de interações entre usuários. Desse modo, software social também engloba noções e ideias de groupware e CSCW. As ideias centrais do software social em si desfrutam de uma história muito mais longa, correndo de volta para as ideias de Vannevar Bush sobre 'memex' em 1945, e viajando através de expressões como aperfeiçoamento humano e os já mencionados groupware e CSCW, nas décadas de 1960, 70, 80 e 90.

## História

### Memex
Uma das referências mais antigas à pessoas usando computadores para colaboração entre si vem do artigo de Vannevar Bush sobre o futuro da computação "As We May Think", de 1945, onde ele criou a ideia de um dispositivo chamado de 'Memex', descrito no artigo como um dispositivo onde um indivíduo pode armazenar seus livros, músicas e comunicações de forma flexível e veloz, demonstrando-se semelhante aos computadores da atualidade. No mesmo artigo, Bush exemplificou o uso colaborativo do Memex em diversas profissões onde o trabalho poderia ser simplificado ou melhorado através da capacidade de consulta de informações e conhecimento através do Memex ou até mesmo através de comunicação com outros profissionais do mesmo modo.

### Arpanet
Em 1962, Joseph Carl Robnett Licklider foi contratado para trabalhar no Defense Advanced Research Projects Agency (ARPA), onde a ideia da construção de uma rede de computadores que pudessem trocar informações surgiu devido ao grande investimento em tecnologia e infraestrutura nos Estados Unidos durante a Guerra Fria e sonho de Licklider de criar uma rede de computadores que permitisse o trabalho cooperativo em grupos, mesmo que fossem integrados por pessoas geograficamente distantes, além de permitir o compartilhamento de recursos escassos, como, por exemplo o super-computador ILLIAC IV, em construção na Universidade de Illinois, com o patrocínio da própria ARPA. Licklider deixou a ARPA em 1964 e em abril de 1968 expandiu suas ideias sobre o computador como uma ferramenta de comunicação e cooperação no artigo "The Computer as a Communication Device".

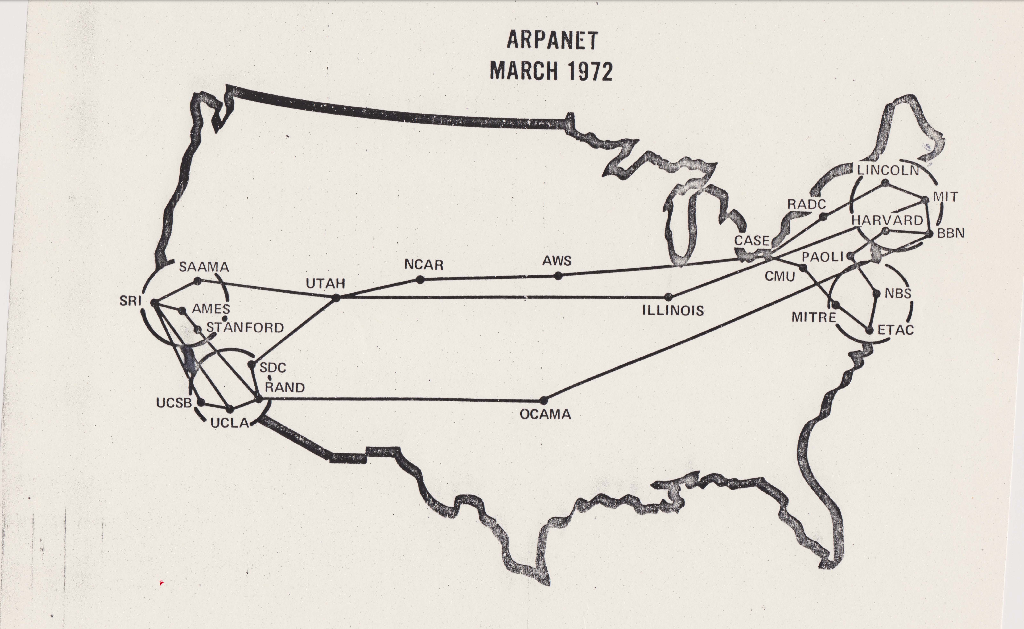
Mapa da rede ARPANET e a posição geográfica dos computadores conectados a ela em 1972.

Mesmo após a saída de Licklider da ARPA, os esforços da instituição para conectar computadores em rede continuaram, com o primeiro experimento da comunicação em rede entre computadores, agora chamada de ARPANET sendo realizado em janeiro de 1970 entre quatro universidades, a Universidade da Califórnia em Los Angeles , o Stanford Research Institute, a Universidade da Califórnia em Santa Bárbara e a Universidade de Utah. A ARPANET atendia as comunidade acadêmica e militar e se expandiu rapidamente ao longo dos três anos seguintes, passando de 4 para 38 computadores. Nesse período a rede já suportava serviços como login e email, que surpreenderam os criadores da rede pelo seu volume de uso, demonstrando que a mesma já se tornava um instrumento de comunicação e cooperação extremamente eficiente.

### Electronic Information Exchange System (EIES) e o surgimento dogroupware
Em 1974, no Instituto de Tecnologia de Nova Jersey, Murray Turoff iniciou um projeto para o desenvolvimento de um sistema de conferência auxiliado por computador chamado de Electronic Information Exchange System (EIES). O desenvolvimento desse instrumento de comunicação mediada por computador foi fundado pela Fundação Nacional da Ciência para explorar o potencial de conferências por computador e aprimorar experiências e sistemas anteriores de mesma função. O EIES era acessado através de linhas de telefone ou redes de computadores, que se conectavam ao sistema TELENET que carregava os dados através de pacotes de informação, assim como as redes da ARPANET, obtendo velocidades superiores àquelas alcançadas por linhas de telefone de longa distância. Em seu auge, o EIES teve mais de dois mil inscritos, tanto de organizações públicas como privadas, como a NASA, Exxon e IBM, assim como universidades, sendo usado para conduzir cursos e sessões de conferência e facilitar pesquisas. Desse modo, o EIES agregava á computação como meio para trabalho em grupos, além de ser pioneiro na comunicação mediada por computador que se tornaria ainda mais comum com o Bulletin board system e posteriormente, a Internet.
A partir do EIES, também se intensificou o desenvolvimento de ferramentas para colaboração de grupos através de computadores, que vieram a ser chamadas de groupware, termo concebido em 1978, após experiências de Peter e Trudy Johnson-Lenz trabalhando com o sistema. Os dois definiram groupware como "processos de grupo intencionais mais o software para suportá-los". O termo se popularizou dentre a comunidade do EIES, mas só passou a ser adotado fora da mesma no final dos anos 1980 com o lançamento do livro "Groupware: Computer Support for Business Teams", de Robert Johansen.

### Trabalho Cooperativo Suportado por Computador (CSCW)
Ainda durante os anos 80, com o descontentamento da comunidade acadêmica com os termos groupware e automação de escritório para a realização de pesquisas quanto ao uso de computadores para a colaboração, surgiu em 1984 o conceito de Computer-supported cooperative work (CSCW) (Trabalho Cooperativo Suportado por Computador, em tradução livre) em um seminário organizado por Paul Cashman e Irene Greif, que reuniu pesquisadores de várias disciplinas tendo como principal interesse o estudo de como as pessoas realizam suas atividades de trabalho e de como a tecnologia existente poderia auxiliá-los. Esse seminário deu origem à uma conferência que ocorreu em 1968 e segue ocorrendo até os dias atuais, a CSCW Conference.
O campo de CSCW abrange acadêmicos das áreas de suporte a grupos de trabalho, sistemas de informação gerencial, educação, ciências sociais e outras disciplinas, sendo descrito como uma área científica multidisciplinar alavancada por uma comunidade de investigadores de HCI (Interação humano-computador) com interesses específicos no estudo do impacto social da tecnologia, enquadrando-se em domínios como a antropologia, a informática e a psicologia.

### Surgimento da expressão "software social"
O uso mais antigo da expressão "software social" foi encontrado pelo escritor americano Clay Shirky em um artigo de 1987 do Foresight Institute, escrito por Eric Drexler. Entretanto, a expressão só se popularizou no ano de 2002, ano em que Shirky organizou um evento chamado Social Software Summit.

## Ferramentas digitais síncronas x ferramentas digitais assíncronas
Ferramentas digitais são os recursos digitais que possibilitam a utilização das tecnologias com o objetivo de facilitar a comunicação e o acesso à informação. 
Podem ser utilizadas em diversas áreas para diferentes finalidades, como na administração, publicidade, saúde, ciências, educação e no uso pessoal ou corporativo.

### Ferramentas digitais síncronas
Conectadas em tempo real, permitem uma interação normalmente rápida, clara e objetiva sobre um determinado tema previamente escolhido. Podem ser utilizadas também em reuniões informativas e/ou deliberativas, como também para sanar eventuais dúvidas. Possibilitam comunicação entre todos os participantes, como também atendimento personalizado. Exigem rapidez de raciocínio para a interpretação das mensagens e habilidade de síntese para elaborar respostas e questionamentos. 

#### Redes sociais
Redes sociais são sites ou aplicativos que permitem a comunicação através da internet, permitindo que usuários compartilhem conteúdo, enviem mensagens e interajam entre si. Elas também são usadas por empresas para fazer propaganda de produtos e serviços, assim como ganhar reconhecimento como marca. Alguns exemplos de redes sociais são o Facebook, o LinkedIn, o Twitter e o Instagram.

#### Videoconferência
Videoconferência é uma maneira digitalizada para conectar diferentes interlocutores por meio de imagem e som. Ou seja, uma reunião por chamada de vídeo com duas ou mais pessoas que estão em locais diferentes, como seus colaboradores e clientes. Alguns exemplos de software de videoconferência são o Discord, Skype, Google Meet e o Microsoft Teams.

#### Games multiplayer
Também conhecidos como jogos multiplayer, são jogos que permitem que vários jogadores participem simultaneamente de uma mesma partida, que permite que seja desfrutada uma experiência com vários jogadores, podendo ser em forma de disputa, cooperativo ou rivalidade, e proporcionar-lhes uma forma de comunicação social que está quase sempre ausente em jogos para um jogador.

### Ferramentas digitais assíncronas
Contribuem para que a discussão ocorra em momentos distintos, a comunicação assíncrona é atemporal. Ou seja, na comunicação assíncrona o emissor envia a mensagem, mas não necessariamente o receptor irá recebê-la imediatamente.

#### Blogs
Um blog, termo derivado de web log, é um site pertencente a um indivíduo ou a uma empresa que é atualizado de forma frequente com publicações e informações, servindo como um ambiente de disseminação de notícias ou um diário pessoal.

#### Fóruns
Fóruns são websites que promovem a troca de informação entre pessoas sobre algum tópico em específico. Eles podem ser anônimos ou podem requerer o registro de seus usuários e costumam ter ferramentas de moderação para manter o conteúdo em tópico e a discussão civilizada. Alguns exemplos de fóruns são as comunidades do Reddit e o fórum XDA Developers.

#### E-mail
E-mail, ou correio eletrônico, é uma ferramenta que permite a composição, o envio, e o recebimento de mensagens, textos, imagens e arquivos para um ou mais destinatários através da Internet de forma assíncrona, ou seja, sem a necessidade de que os destinatários e o remetente estejam presentes ao mesmo tempo.Alguns dos serviços de email mais populares são o Gmail, o Yahoo! Mail e Outlook.

#### Wikis
Wikis são ferramentas de edição colaborativa voltada à criação e edição de páginas online que pode ser editada por múltiplos usuários ou até mesmo visitantes. O conteúdo de uma wiki não costuma ser estático, e desse modo, ao longo do tempo é revisto, alterado e expandido.Alguns dos maiores exemplos de wiki no presente são as diversas wikis em idiomas distintos pertencentes à Wikipédia.

## Influência do software social na política
O software social, especificamente as redes sociais, têm exercido cada vez mais influência sobre as eleições e o ambiente político no Brasil. Segunda o instituto DataSenado, 45% das 2,4 mil brasileiros com acesso à internet entrevistados afirmaram ter decidido o voto nas eleições brasileiras de 2018 tomando como base informações vistas em alguma rede social, sendo as mais influentes nesse aspecto o Facebook, o WhatsApp e o Youtube. Ainda de acordo com a mesma pesquisa, aproximadamente 8 em cada 10 entrevistados já identificaram notícias falsas, também chamadas de fake news, em redes sociais.
Para Tiago Tavares, diretor da ONG SaferNet e então integrante do Conselho Consultivo do Tribunal Superior Eleitoral (TSE) para fake news, a eleição de 2018 foi marcada por desinformação produzida em "escala industrial".
Esses dois fatores influenciaram a vitória de Jair Bolsonaro nas eleições para presidente de 2018. Bolsonaro apesar de possuir apenas 8 segundos de tempo de propaganda eleitoral, obteve 46,03% dos votos em primeiro turno. Além disso, o candidato teve como auxílio um grande número de grupos no WhatsApp que difundiam desinformação, resultando em 90% de seus eleitores terem acreditado nas notícias falsas, segundo a organização Avaaz. No mesmo ano, em 4 de outubro, a coligação Brasil Feliz de Novo, encabeçada pelo candidato Fernando Haddad entregou 92 páginas de denúncias de conteúdos falsos distribuídos pelo WhatsApp ao TSE.

## Dificuldades enfrentadas pelo software social

### Cyberbullying e cyberstalking
Cyberbullying é o bullying realizado por meio das tecnologias digitais. Pode ocorrer nas mídias sociais, plataformas de mensagens, plataformas de jogos e celulares. É o comportamento repetido, com intuito de assustar, enfurecer ou envergonhar aqueles que são vítimas. Exemplos incluem:
- espalhar mentiras ou compartilhar fotos constrangedoras de alguém nas mídias sociais;
- enviar mensagens ou ameaças que humilham pelas plataformas de mensagens;
- se passar por outra pessoa e enviar mensagens maldosas aos outros em seu nome.

Cyberstalking é, portanto, o uso da tecnologia para perseguir alguém e se diferencia da perseguição “offline” (ou mero stalking) justamente no que tange o modus operandi, que engloba o uso de equipamentos tecnológicos e o ambiente digital.
- onipresente na vida da sua vítima, dando demonstrações de que exerce controle sobre ela;
- proferindo ameaças e buscando ofendê-la ou humilhá-la perante outras pessoas.

Já são tão tipificados no Código Penal (Decreto-Lei 2.848/40) os crimes de cyberbullying (intimidação sistemática praticada via internet) e de cyberstalking (perseguição praticada pela rede).
O cyberstalking também seria uma contravenção penal – a perturbação da tranquilidade, já prevista na Lei das Contravenções Penais (Decreto-lei 3.688/41). Entretanto, no caso de os crimes serem praticados por menores de 18 anos, a prática será caracterizada como ato infracional, punível com medidas socioeducativas previstas no Estatuto da Criança e do Adolescente (ECA - Lei 8.069/90).
As crianças e os adolescentes que praticam essas contravenções também devem ser inseridas em programa escolar de combate ao bullying, conforme já prevê a Lei de Combate ao Bullying (Lei 13.185/15).

### Restrito acesso à internet e tecnologia

#### Baixa renda
Ao olhar para a renda, a população de maior risco tem o maior número. Para 57% das pessoas que ganham um único salário mínimo, a principal razão pela qual não estão disponíveis é o alto custo do serviço no Brasil. Dada a mesma faixa salarial, 46% afirmam não possuir aparelhos como celulares ou computadores.

#### Acesso à internet
Hoje, 46 milhões de brasileiros não tem acesso à internet. Desse total, 45% explicam que a falta de acesso acontece porque o serviço é muito caro e para 37% dessas pessoas, a falta do aparelho celular, computador ou tablet também é uma das razões. 
De acordo a pesquisa TIC Domicílios, realizada pelo Centro Regional e Estudos para Desenvolvimento da Sociedade da Informação (Cetic), em 2019, 74% da população tinha acesso à internet, o que correspondia a 134 milhões de pessoas e 71% dos lares do país. 
A pesquisa ainda indica que a cada cinco pessoas, uma afirma que só consegue acessar a internet através da rede emprestada do vizinho. 
“Falando do nível de indivíduo, a gente pode dizer que o usuário de internet no Brasil é predominantemente urbano; escolaridade maior, principalmente médio e superior; tende a ter idade entre 10 e 45 anos; e sobretudo das classes mais altas, A e B”, explica Fabio Storino, analista de informações do Cetic.

#### Dificuldade de acesso a internet na população rural
Se considerados os territórios, 75% da população urbana é usuária de internet, no campo esse número cai para 53%, ou seja, quase metade das pessoas que vivem em áreas rurais não acessa a rede de computadores. Os dados sobre a população mais pobre do país revelam que apenas metade das casas da classe D e E têm acesso à internet.
A pesquisa também revelou que cerca de 99% dos usuários navegam pela internet no celular e apenas 42% deles se conectam pelo computador, menos da metade das pessoas que usaram a internet no smartphone. Ainda segundo o estudo, em 2019, 58% dos brasileiros acessaram a internet exclusivamente pelo telefone. No Brasil, o acesso via computadores, notebook e tablets começou a cair a partir de 2015.

### Idosos e a tecnologia
A população idosa e sem serviços assistenciais encontra obstáculos maiores na adaptação à Era Digital por conta de limitações normais da faixa etária que promovem a dificuldade de adequação a novos cenários, tornando-se proscrita socialmente. Essa fato origina a exclusão digital, em que o indivíduo encontra obstáculos - fisiológicos, econômicos, sociais ou emocionais - para adequar-se à realidade digital e torna-se proscrito por conta da carência de serviços que atendam às suas necessidades e promovam sua reinserção na sociedade.
A primeira barreira a ser transposta para imersão dos idosos no mundo da tecnologia é o preconceito. “A princípio, acham que tecnologia não é para eles, depois se encantam”, diz Kely. A segunda barreira é a falta de profissionais capacitados para ensiná-los, já que a metodologia que deve ser usada é diferente da comumente usada para adultos. “A principal diferença é que essa faixa etária tem dificuldade em memorizar o passo a passo para acessar os softwares e aplicativos, por isso precisam de uma sequência bem determinada para aprender. Não podemos sair do padrão”, explica a especialista.

## O software social durante a pandemia de Covid-19
Durante a pandemia de COVID-19, com a suspensão de atividades presenciais como medida de impedir a disseminação da doença, surgiu a necessidade do uso de tecnologias capazes de permitir interações e colaboração entre pessoas, em âmbito pessoal, profissional e educacional.
Segundo a Organização Internacional do Trabalho, considerando os países da América Latina e do Caribe, entre 20 e 30 por cento dos assalariados trabalharam remotamente durante as medidas de confinamento, o que representa um aumento expressivo comparado aos 9% registrados em 2019. Esse padrão de aumento repetiu-se no resto do mundo e, em geral, as atividades de trabalho remotas basearam-se em Tecnologias da Informação e Comunicação.  Ainda no âmbito profissional, a Gartner, empresa de pesquisa e consultoria, previu um crescimento de 17% do mercado de software social e colaboração em 2021 e um crescimento de 14% para 2022. A companhia concluiu que a necessidade de suportar o trabalho remoto durante a pandemia e a integração de software social são as responsáveis por impulsionar o crescimento. 
Na área da educação, plataformas como o Google Classroom e "Plurall" que permitem interação entre os alunos e os professores, assim como o envio de atividades, tiveram crescimento expressivo após o fechamento de escolas e universidades. Simultaneamente, plataformas de videoconferência como o Google Meet e o Zoom também se tornaram protagonistas para a continuação das aulas. O Google Classroom dobrou seu número de usuários em abril de 2020 e o Google Meet, no mesmo mês, teve uso 25 vezes maior que em janeiro do mesmo ano. 
Já no âmbito social, a falta de opções para reuniões e interações em público impulsionou as redes sociais em 2020, de acordo com a Statista, empresa especializada em dados de mercado e de consumidores, algumas das redes sociais mais populares como Tik Tok, Pinterest, Reddit, Facebook, Snapchat, Instagram e Twitter, tiveram aumento de usuários ativos mensais entre 2019 e 2021 com o Tik Tok sendo o maior beneficiado, com um aumento de 38%. Entretanto, as redes também foram usadas como ferramenta para a disseminação de notícias falsas sobre o vírus e a eficácia e segurança das vacinas.